# Tényő
Tényő (deutsch: Tennendorf) ist eine ungarische Gemeinde im Komitat Győr-Moson-Sopron am südöstlichen Rand des Kisalföld und liegt 18 km südlich von Győr.

## Lage
Am südöstlichen Rand der Kleinen Tiefebene Kisalföld zieht sich der letzte nördliche Ausläufer des Bakony – Sokorói-dombság – hin, ein Hügelland mit Löss und Sandboden. Im Tal zwischen dem Ravazd-Csanaker und dem Sokoróer Hügel befindet sich Tényő.
Die Siedlungsstruktur von Tényő scheint ganz ungeordnet zu sein. Früher bauten die Einwohner ihre Häuser in kleinen Tälern zwischen den Hügeln. Heutzutage baut man meistens in der Mulde. So ist der eine Teil des Dorfes eine völlig neue Siedlung, aber der ursprüngliche Kern der Gemeinde bewahrte die schönen traditionellen Baudenkmäler.
Tényő ist von der 83. Hauptstraße (Győr – Pápa) aus über eine Nebenstraße zu erreichen.

## Geschichte
Der Ort gehörte zum Besitz der Abtei Pannonhalma, sein Name wird erstmals anlässlich einer königlichen Ort-Registrierung als Soccoru, später dann als Socru erwähnt. Im Leben der Bevölkerung war der Weinanbau von großer Bedeutung. Der am Várhegy wachsende Burgunder (Wein) ist diejenige Traubensorte, aus der der berühmte Tényőer Rotwein entstand, der auf der Weltausstellung 1937 in Paris eine Goldmedaille gewann. Das Heimathaus findet man in der Straße Kétsor 18. Volkstümliche Wohnhäuser mit Schilfdach können außerdem in mehreren Straßen der Gegend besichtigt werden. Die Wälder gehören zum Landschaftschutzbereich Pannonhalma.

## Sehenswürdigkeiten

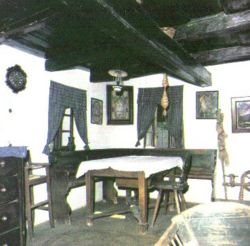
Restauriertes Bauernhaus

- Hier verläuft das Landschaftsschutzgebiet der für den Fahrradtourismus nutzbaren Asphaltstraße am Sokoróer Hauptkamm entlang in einer Höhe 270-280 Meter im Wald und endet 13 km weiter südlich im Bereich Ravazd.
- Quelle Árpád

Nicht weit vom Tényőer Ende der Asphaltstraße befindet sich die berühmte „árpád-kút“ (Árpád-Quelle). Nach der lokalen Legende hatten der ungarische Führer Árpád und seine Begleitung im Jahr 903 von dieser Quelle getrunken.
- Die Römisch-Katholische Kirche

Die Römisch-katholische Pfarrkirche gehört zu den Sehenswürdigkeiten der Gemeinde (győri Straße 53.) Die 1753 im Barockstil gebaute Kirche wurde im romantischen Stil umgebaut. Ihre Fassade wurde mit einem Turm versehen. Ihr Kirchenschiff mit Flachdecke ist vom schmalen Chor durch einen Triumphbogen getrennt. Die Haupt- und Nebenaltäre sind neogotischen Stils. Neben der Kirche stehen links ein barockes Denkmal aus Sandstein und rechts ein Steinkreuz.
- Evangelische Kirche

In dem von Einheimischen "pere" genannten Ortsteil befindet sich die Evangelische Kirche.
- Volkstümliche Wohnhäuser

In den Tälern zwischen den Hügeln zur Raab hin befinden sich Dörfer, Berggemeinden und besiedelte Weinberge. Die schönsten Beispiele des Baustils „Kisalfölder Hausgegend“ kann man in der Umgebung vom Sokoró sehen. Bestimmend für den Stil sind weniger die Baumaterialien, sondern eher die Einteilung, Feuerungsanlagen, Kamin. Solche dreiteiligen Häuser wurden vom 17. Jahrhundert an gebaut, die die folgenden Eigenheiten aufweisen: Zentraleingang, offener Kamin, geschlossene Feuerungsanlage, scherenförmiges Dachwerk.
Volkstümliche Wohnhäuser mit Rohrdach sind noch in den folgenden Straßen zu sehen:
- Dombstraße 13.
- Hentesstraße 8.
- Kétsorstraße 1.
- Petőfi Sándor Straße 73.
- Táborvölgy Straße 2.

- 1975 errichtete die Gemeinde mit Hilfe des ehemaligen Komitatrats ein Landschaftshaus. Es befindet sich in Tényő, Kétsor Straße 18. Ein Besuch ist vom 1. April bis zum 31. Oktober täglich möglich. Gruppen können nach vorheriger Terminabsprache jederzeit kommen.